# Langues kwomtari
Les langues kwomtari sont une famille de langues papoues parlées en Papouasie-Nouvelle-Guinée, dans la province de Sandaun.

## Classification
Les langues kwomtari ne sont clairement apparentées à aucune autre famille de langues papoues. La délimitation de cette famille de langues est encore controversée. Donald Laycock (1975) les a incluses dans une super-famille, aux côtés des langues fas et d'un isolat linguistique, le pyu. Haspelmath, Hammarström, Forkel et Bank, rejettent cette proposition pour laquelle Laycock n'a pas présenté de preuves. Baron (1983) inclut dans la famille kwomtari une langue nouvellement découverte, le guriaso. Haspelmath et al. ne valident pas non plus cette parenté.

## Liste des langues
Les deux langues kwomtari sont : 
- nai
- kwomtari